# Atractus mariselae
Atractus mariselae este o specie de șerpi din genul Atractus, familia Colubridae, descrisă de Lancini 1969. Conform Catalogue of Life specia Atractus mariselae nu are subspecii cunoscute.